# États du centre-nord-est
 (novembre 2021).

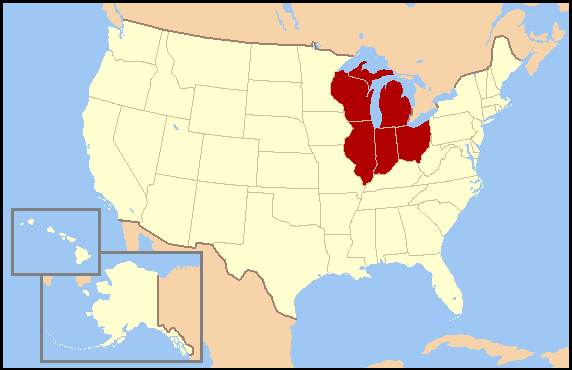
Les États du centre-nord-est

Les États du centre-nord-est  (East North Central states) forment l'une des neuf subdivisions géographiques des États-Unis qui sont officiellement reconnues par le Bureau du recensement des États-Unis. Ces États sont proches des Grands Lacs.
La division comprend cinq États : l'Illinois, l'Indiana, le Michigan, l'Ohio et le Wisconsin. C'est l'une des deux divisions utilisées pour catégoriser la région des États-Unis généralement appelée le « Midwest » ; l'autre division de ce type est constituée des États du centre-nord-ouest (États des Grandes Plaines). La région correspond étroitement à celle du territoire du Nord-Ouest, à l'exception d'une partie du Minnesota.
La division East North Central est une grande partie de la région des Grands Lacs, bien que cette dernière comprend également le Minnesota, État de New York, la Pennsylvanie et la province canadienne de l'Ontario. Il a un faible taux de croissance démographique et la population estimée en 2019 est de 46 902 431 habitants. La région fait partie de la mégalopole des Grands Lacs avec environ 54 millions de personnes. Les Grands Lacs donnent accès à l'océan Atlantique par différentes voies : la voie navigable des Grands Lacs et la voie maritime du Saint-Laurent, le canal Érié et la rivière Hudson ou le golfe du Mexique par le fleuve Mississippi et la voie navigable Illinois. Chicago et Détroit, deux des plus grandes villes de la division, comptent parmi les principaux ports des États-Unis.

## Démographie
En 2010, les États du centre-est du nord (États des Grands Lacs) avaient une population de 46 421 564 habitants. Ce chiffre est passé à environ 46 902 431 en 2019. L'Illinois est l'État le plus peuplé avec 12 671 821 habitants, tandis que le Wisconsin est l'État le moins peuplé avec 5 822 434 habitants. Chicago est la ville la plus peuplée et la plus grande zone métropolitaine de la région (9,7 millions d'habitants). Selon l'American Community Survey de 2010, 49,1 % des résidents étaient des hommes et 50,9 % étaient des femmes. Environ 24,0 % de la population avait moins de 18 ans et 13,4 % plus de 65 ans, et l'âge médian pour la région était de 39,2 ans.
En termes d'origine ethnique, les Euro-Américains représentaient 79,5% de la population, dont 75,7% étaient des Blancs d'origine non hispanique. Les Afro-Américains représentaient 12,1% de la population de la région, dont 11,9% étaient des Noirs d'origine non hispanique. Les Améridiens et les autochtones de l'Alaska représentaient 0,4% de la population et les Asio-Américains 2,7 %. Les personnes de deux origines ou plus formaient 2,1% de la population. Les Hispaniques et les Latinos-Américains représentaient 7,6%.
Selon le recensement fédéral de 2010, les dix plus grandes ascendances européennes étaient les suivantes :
- Germano-Américains 25,3% ; Irlando-Américains 12,5% ; Anglo-américain 8,0% ;  Polono-américain 6,5% ;  Italo-Américains 5,1% ;  Franco-Américains et français canadiens 3,5% ; Scandinaves 3,5% (1,6% de Norvégo-Américains, 1,5% de Suédo-Américains et 0,4% de Dano-Américains) ;  Hollando-Américains  2,4% ;  Scotto-Américains  1,6%  ; Hongro-Américains 0.9%.

| État      | Estimation 2019 | Superficie hors lacs et rivières |
| --------- | --------------- | -------------------------------- |
| Illinois  | 12 671 821      | 57 915                           |
| Indiana   | 6 732 219       | 36 418                           |
| Michigan  | 9 986 857       | 96 716                           |
| Ohio      | 1 689 100       | 44 825                           |
| Wisconsin | 5 822 434       | 65 497                           |

|     | Ville                 | pop. 2019 |
| --- | --------------------- | --------- |
| 1   | Chicago, Illinois     | 2 693 976 |
| 2   | Columbus, Ohio        | 898 553   |
| 3   | Indianapolis, Indiana | 876 384   |
| 4   | Détroit, Michigan     | 670 031   |
| 5   | Milwaukee, Wisconsin  | 590 157   |
| 6   | Cleveland, Ohio       | 381 009   |
| 7   | Cincinnati, Ohio      | 303 940   |
| 8   | Tolède, Ohio          | 272,779   |
| 9   | Fort Wayne, Indiana   | 270 402   |
| dix | Madison, Wisconsin    | 259.680   |

|     | MSA                                    | pop. 2019 |
| --- | -------------------------------------- | --------- |
| 1   | Chicago-Naperville-Elgin, IL-IN-WI MSA | 9 458 539 |
| 2   | Détroit-Warren-Dearborn, MI MSA        | 4 319 629 |
| 3   | Cincinnati, OH-KY-IN MSA               | 2 221 208 |
| 4   | Columbus, Ohio MSA                     | 2 122 271 |
| 5   | Indianapolis-Carmel-Anderson, IN MSA   | 2 074 537 |
| 6   | Cleveland-Elyria, Ohio MSA             | 2 048 449 |
| 7   | Milwaukee-Waukesha, WI MSA             | 1 575 179 |
| 8   | Grand Rapids-Kentwood, MI MSA          | 1 077 370 |
| 9   | Dayton-Kettering, Ohio MSA             | 807 611   |
| dix | Akron, Ohio MSA                        | 703 479   |

### Langues
L'Anglais américain est de loin la langue la plus parlée à la maison. Environ 89,3 % de tous les résidents (38,3 millions de personnes) de plus de cinq ans ne parlaient que l'anglais chez eux. Environ 2 516 000 personnes (5,9 % de la population) parlaient espagnol à la maison et environ 2 016 000 personnes (5,8 % de la population) parlaient une autre langue à la maison. Environ 270 000 (0,6%) parlaient allemand à la maison, bien que ce chiffre varie de 2% à 37% dans le nord-est de l'Ohio, qui abrite une importante communauté amish,.

## Politique
| Partis                |           |      |             |            |
| Démocrate-Républicain | Démocrate | Whig | Républicain | Progressif |

- le gras indique le vainqueur de l'élection.

| Vote aux élections présidentielles dans les États du East North Central depuis 1804 |                |                |                |            |                |
| Année                                                                               | Illinois       | Indiana        | Michigan       | Ohio       | Wisconsin      |
| 1804                                                                                | Pas d'élection | Pas d'élection | Pas d'élection | Jefferson  | Pas d'élection |
| 1808                                                                                | Pas d'élection | Pas d'élection | Pas d'élection | Madison    | Pas d'élection |
| 1812                                                                                | Pas d'élection | Pas d'élection | Pas d'élection | Madison    | Pas d'élection |
| 1816                                                                                | Pas d'élection | Monroe         | Pas d'élection | Monroe     | Pas d'élection |
| 1820                                                                                | Monroe         | Monroe         | Pas d'élection | Monroe     | Pas d'élection |
| 1824                                                                                | Jackson        | Jackson        | Pas d'élection | Clay       | Pas d'élection |
| 1828                                                                                | Jackson        | Jackson        | Pas d'élection | Jackson    | Pas d'élection |
| 1832                                                                                | Jackson        | Jackson        | Pas d'élection | Jackson    | Pas d'élection |
| 1836                                                                                | Van Buren      | Harrison       | Van Buren      | Harrison   | Pas d'élection |
| 1840                                                                                | Van Buren      | Harrison       | Harrison       | Harrison   | Pas d'élection |
| 1844                                                                                | Polk           | Polk           | Polk           | Clay       | Pas d'élection |
| 1848                                                                                | Cass           | Cass           | Cass           | Cass       | Cass           |
| 1852                                                                                | Pierce         | Pierce         | Pierce         | Pierce     | Pierce         |
| 1856                                                                                | Buchanan       | Buchanan       | Frémont        | Frémont    | Frémont        |
| 1860                                                                                | Lincoln        | Lincoln        | Lincoln        | Lincoln    | Lincoln        |
| 1864                                                                                | Lincoln        | Lincoln        | Lincoln        | Lincoln    | Lincoln        |
| 1868                                                                                | Grant          | Grant          | Grant          | Grant      | Grant          |
| 1872                                                                                | Grant          | Grant          | Grant          | Grant      | Grant          |
| 1876                                                                                | Hayes          | Tilden         | Hayes          | Hayes      | Hayes          |
| 1880                                                                                | Garfield       | Garfield       | Garfield       | Garfield   | Garfield       |
| 1884                                                                                | Blaine         | Cleveland      | Blaine         | Blaine     | Blaine         |
| 1888                                                                                | Harrison       | Harrison       | Harrison       | Harrison   | Harrison       |
| 1892                                                                                | Cleveland      | Cleveland      | Harrison       | Harrison   | Cleveland      |
| 1896                                                                                | McKinley       | McKinley       | McKinley       | McKinley   | McKinley       |
| 1900                                                                                | McKinley       | McKinley       | McKinley       | McKinley   | McKinley       |
| 1904                                                                                | Roosevelt      | Roosevelt      | Roosevelt      | Roosevelt  | Roosevelt      |
| 1908                                                                                | Taft           | Taft           | Taft           | Taft       | Taft           |
| 1912                                                                                | Wilson         | Wilson         | Roosevelt      | Wilson     | Wilson         |
| 1916                                                                                | Hughes         | Hughes         | Hughes         | Wilson     | Hughes         |
| 1920                                                                                | Harding        | Harding        | Harding        | Harding    | Harding        |
| 1924                                                                                | Coolidge       | Coolidge       | Coolidge       | Coolidge   | La Follette    |
| 1928                                                                                | Hoover         | Hoover         | Hoover         | Hoover     | Hoover         |
| 1932                                                                                | Roosevelt      | Roosevelt      | Roosevelt      | Roosevelt  | Roosevelt      |
| 1936                                                                                | Roosevelt      | Roosevelt      | Roosevelt      | Roosevelt  | Roosevelt      |
| 1940                                                                                | Roosevelt      | Willkie        | Willkie        | Roosevelt  | Roosevelt      |
| 1944                                                                                | Roosevelt      | Dewey          | Roosevelt      | Dewey      | Dewey          |
| 1948                                                                                | Truman         | Dewey          | Dewey          | Truman     | Truman         |
| 1952                                                                                | Eisenhower     | Eisenhower     | Eisenhower     | Eisenhower | Eisenhower     |
| 1956                                                                                | Eisenhower     | Eisenhower     | Eisenhower     | Eisenhower | Eisenhower     |
| 1960                                                                                | Kennedy        | Nixon          | Kennedy        | Nixon      | Nixon          |
| 1964                                                                                | Johnson        | Johnson        | Johnson        | Johnson    | Johnson        |
| 1968                                                                                | Nixon          | Nixon          | Humphrey       | Nixon      | Nixon          |
| 1972                                                                                | Nixon          | Nixon          | Nixon          | Nixon      | Nixon          |
| 1976                                                                                | Ford           | Ford           | Ford           | Carter     | Carter         |
| 1980                                                                                | Reagan         | Reagan         | Reagan         | Reagan     | Reagan         |
| 1984                                                                                | Reagan         | Reagan         | Reagan         | Reagan     | Reagan         |
| 1988                                                                                | Bush           | Bush           | Bush           | Bush       | Dukakis        |
| 1992                                                                                | Clinton        | Bush           | Clinton        | Clinton    | Clinton        |
| 1996                                                                                | Clinton        | Dole           | Clinton        | Clinton    | Clinton        |
| 2000                                                                                | Gore           | Bush           | Gore           | Bush       | Gore           |
| 2004                                                                                | Kerry          | Bush           | Kerry          | Bush       | Kerry          |
| 2008                                                                                | Obama          | Obama          | Obama          | Obama      | Obama          |
| 2012                                                                                | Obama          | Romney         | Obama          | Obama      | Obama          |
| 2016                                                                                | Clinton        | Trump          | Trump          | Trump      | Trump          |
| 2020                                                                                | Biden          | Trump          | Biden          | Trump      | Biden          |
| Année                                                                               | Illinois       | Indiana        | Michigan       | Ohio       | Wisconsin      |